# Amjaz
Amjaz (persiska: امجز) är ett samhälle i Iran.   Det ligger i provinsen Kerman, i den sydöstra delen av landet, 1 000 km sydost om huvudstaden Teheran. Amjaz ligger 2 058 meter över havet och antalet invånare är 315.
Terrängen runt Amjaz är kuperad åt nordväst, men åt sydost är den bergig. Runt Amjaz är det glesbefolkat, med 17 invånare per kvadratkilometer. Närmaste större samhälle är Rūdfarq, 12,0 km söder om Amjaz. Trakten runt Amjaz är ofruktbar med lite eller ingen växtlighet.